# إنتر ميلان موسم 1963–64
شارك الإنتر لأول مرة في كأس أوروبا، وذلك بعد فوزه بلقب الاسكوديتو العام الماضي.  كانت مباراتهم الأولى في إيفرتون، وانتهت بالتعادل بدون أهداف.  وأصبح جير، في مباراة العودة، أول هدافي النادي في هذه البطولة.  وفي الجولات التالية، فاز الإنتر بالترتيب على: موناكو (4-1 في مجموع المباراتين)، بارتيزان بلغراد (4-1)، وبوروسيا دورتموند (4-2).  
في المباراة النهائية، واجه الإنتر ريال مدريد الذي هزم ميلان (المتأهل باعتباره حامل اللقب) في ربع النهائي.  كان بعض اللاعبين الأساسيين في الفريق الإسباني، مثل بوشكاش ودي ستيفانو، على وشك بلوغ الأربعين من العمر، لكنهم ما زالوا يتمنون الفوز.  وفي نهاية الشوط الأول، سجل ساندرو مازولا هدفًا بتسديدة من مسافة 25 مترًا.  وفي الشوط الثاني، سجل ميلاني هدف التقدم بهدفين بعد خطأ من فيسنتي.  سجل فيلو النقطة الوحيدة لريال مدريد، قبل أن يوقع مازولا على النتيجة النهائية 3-1.   فاز الإنتر بالكأس في محاولته الأولى، وحصد في الوقت نفسه أول لقب أوروبي له.  وبعد أربعة أيام، أنهى إنتر الدوري المحلي متساويًا مع بولونيا برصيد 54 نقطة.  وقد أدى ذلك، للمرة الوحيدة في تاريخ الدوري الإيطالي، إلى تعادل في المباراة لتحديد بطل الدوري الإيطالي: حيث فاز بولونيا 2-0، وتأهل لكأس أوروبا 1964–65، حيث تم قبول إنتر كبطل مدافع. 

## اللاعبين

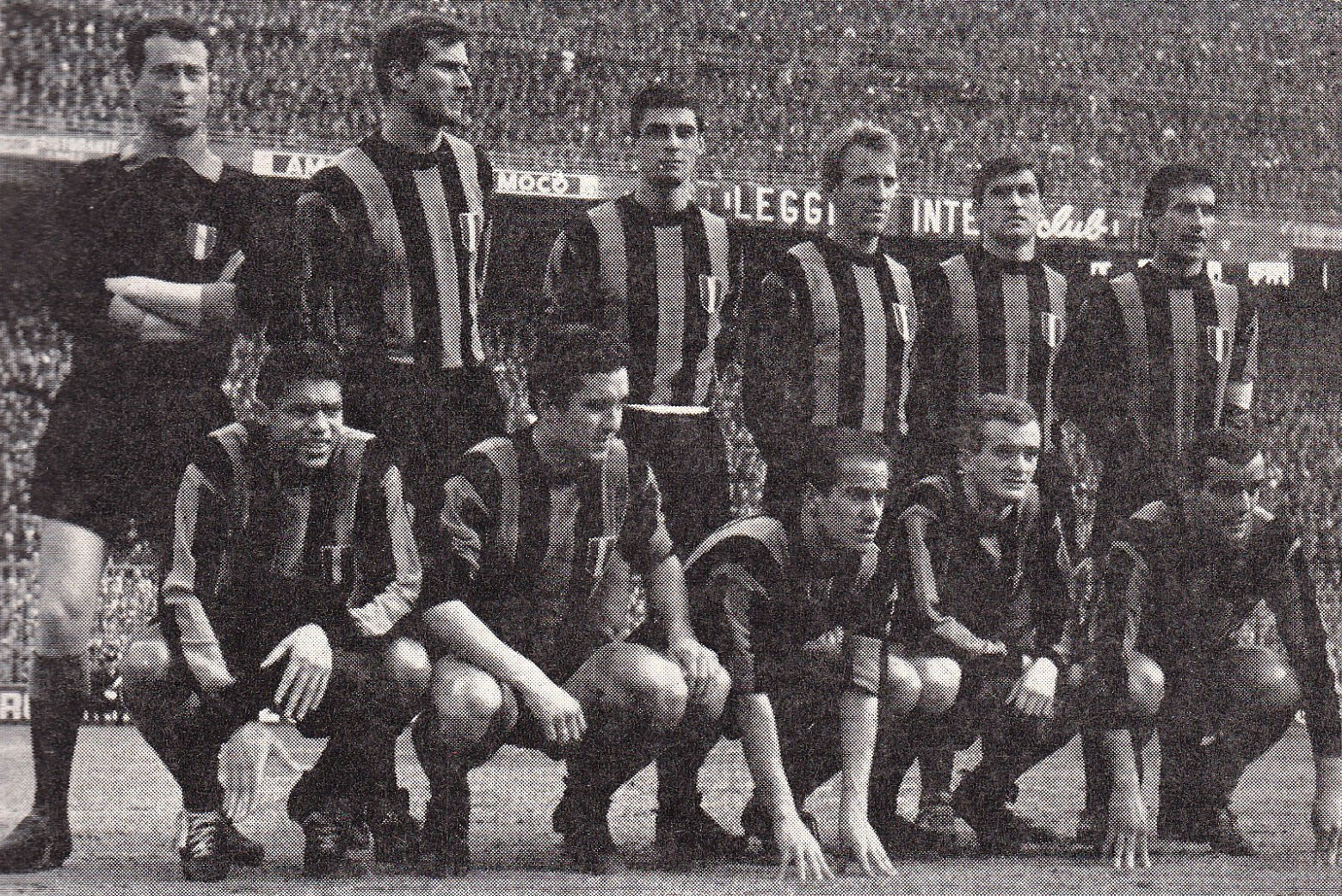
فريق إنتر ميلان موسم 1963–64 في ملعب سان سيرو.

تشكيلة الفريق في نهاية الموسم

ملاحظة: تشير الأعلام إلى المنتخب الوطني على النحو المحدد في قواعد الأهلية للفيفا. قد يحمل اللاعبون أكثر من جنسية واحدة غير تابعة للفيفا.
| الرقم | البلد    | المركز | اللاعب              |
| ----- | -------- | ------ | ------------------- |
|       | إيطاليا  | حارس   | أوتافيو بوجاتي      |
|       | إيطاليا  | مدافع  | تارشيزيو بورغنيتش   |
|       | إيطاليا  | مهاجم  | ريناتو كابيليني     |
|       | إيطاليا  | مهاجم  | نيكولا سيكولو       |
|       | إيطاليا  | مدافع  | سيرجيو كودوجناتو    |
|       | إيطاليا  | وسط    | ماريو كورسو         |
|       | البرازيل | مهاجم  | جير                 |
|       | إيطاليا  | مهاجم  | بنيامينو دي جياكومو |
|       | إيطاليا  | مدافع  | جاشينتو فاكيتي      |
|       | إيطاليا  | مدافع  | أريستيدي غوارنيري   |

| الرقم | البلد           | المركز | اللاعب                    |
| ----- | --------------- | ------ | ------------------------- |
|       | إيطاليا         | مدافع  | سبارتاكو لانديني          |
|       | إيطاليا         | وسط    | إنيا ماسييرو              |
|       | إيطاليا         | وسط    | ساندرو ماتسولا            |
|       | إيطاليا         | مهاجم  | أوريليو ميلاني            |
|       | إيطاليا         | مهاجم  | برونو بتروني [الإنجليزية] |
|       | إيطاليا         | مدافع  | أرماندو بيتشي             |
|       | إيطاليا         | حارس   | جوليانو سارتي             |
|       | إسبانيا         | وسط    | لويس سواريز               |
|       | ألمانيا الغربية | وسط    | هورست زايمانياك           |
|       | إيطاليا         | وسط    | كارلو تاغنين              |
|       | إيطاليا         | مدافع  | فرانكو زاليو              |